# Bembidion agonoides
Bembidion agonoides es una especie de escarabajo del género Bembidion, categorizada en la tribu Bembidiini, de la subfamilia Trechinae.

## Distribución
Se distribuye por Ecuador.

## Taxonomía
Fue descrita por Vigna Taglianti & Toledano en 2008.